# 師連舫
師連舫（1910年—1971年6月14日），字豫川。合江省密山縣人。民國37年（1948年）在合江省選區當選第一屆立法委員

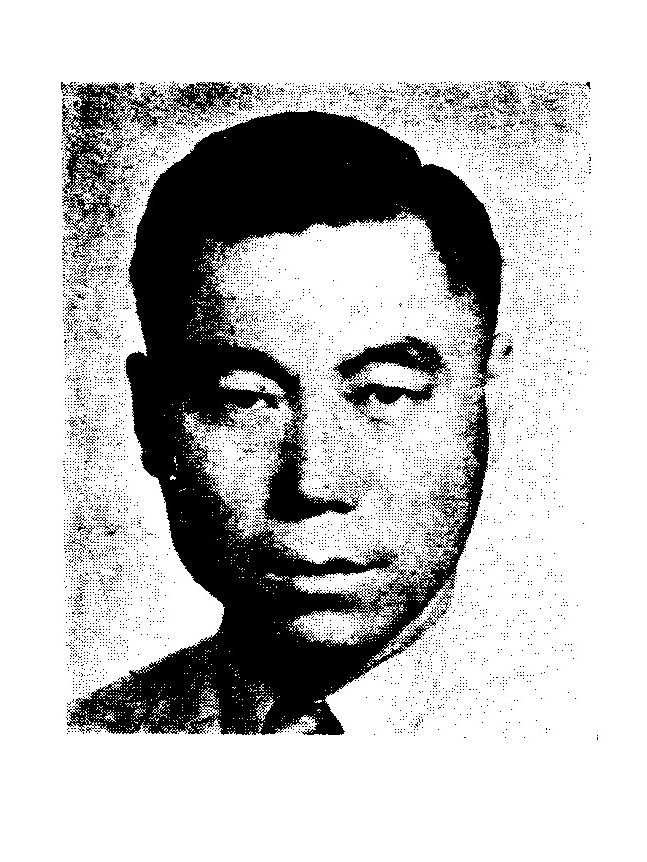

## 生平[1][2]
- 北平朝陽大學法律系畢業
- 第一屆高等考試及格
- 內政部參事、主任秘書
- 行政院經濟會議祕書處祕書
- 行政院敵產處理委員會常務委員
- 中央設計局東北調查委員會駐會委員
- 松江省政府委員兼民政廳長
- 民國60年6月14日病故[3]